# Божеполе-Велике
Божеполе-Велике (пол. Bożepole Wielkie, нім. Groß Boschpol) — село в Польщі, у гміні Ленчиці Вейгеровського повіту Поморського воєводства.
Населення — 2042 особи (2011).
У 1975-1998 роках село належало до Гданського воєводства.

## Демографія
Демографічна структура станом на 31 березня 2011 року:
|          | Загалом | Допрацездатний вік | Працездатний вік | Постпрацездатний вік |
| -------- | ------- | ------------------ | ---------------- | -------------------- |
| Чоловіки | 1030    | 237                | 733              | 60                   |
| Жінки    | 1012    | 241                | 630              | 141                  |
| Разом    | 2042    | 478                | 1363             | 201                  |